# Velilla de Jiloca
Velilla de Jiloca és un municipi de la província de Saragossa situat a la comarca de la Comunitat de Calataiud.